# سوزان لوف
سوزان لوف (بالإنجليزية: Suzanna Love)‏ هي ممثلة أمريكية، ولدت في 8 أبريل 1950 بنيويورك في الولايات المتحدة.

## وصلات خارجية
- سوزان لوف على موقع IMDb (الإنجليزية)
- سوزان لوف على موقع قاعدة بيانات الفيلم (الإنجليزية)